# فيرونيكا برادي
فيرونيكا برادي (بالإنجليزية: Veronica Brady)‏ هي كاتِبة وراهبة أسترالية، ولدت في 5 يناير 1929 في ملبورن في أستراليا، وتوفيت في 20 أغسطس 2015 في Osborne Park, Western Australia ‏ في أستراليا.